# 機動戰士GUNDAM AGE角色列表
機動戰士GUNDAM AGE 角色列表為日本動畫《機動戰士GUNDAM AGE》及其外傳登場的角色。

## 第一部

### 明日野家
菲力特•明日野（聲：（日）豐永利行、嶋村侑（幼年）／（港）李致林、高可慧（幼年）／（台）吳東原）
性格開朗率直的少年，菲利特編的主角，年齡14歲。
世代居住於「歐華」的明日野家族繼承人，年幼時母親被捲入UE的襲擊中死去，臨終時母親把家傳的「AGE裝置」託付給菲利特。其後從「歐華」移居到地球聯邦太空殖民衞星「諾拉」，被阿林斯頓基地司令亨德里克•布魯撒收養，期間致力發明AGE系統及建造鋼彈，相信利用鋼彈的力量可以拯救世界。後來「諾拉」被UE襲擊時乘上自己的鋼彈AGE-1毅然參戰，並成為人類歷史上第一個打敗UE的人，其參戰理由只有一個：為了成為拯救大家的救世主。
厭惡人類間互相戰爭，希望人類合力對抗UE，被當•博亞基稱為「可以修正世界扭曲的人」。
對在「諾拉」相遇的尤琳•魯修魯抱有好感，並十分重視她贈送的頭帶。後來二人於中立殖民衞星「明斯理」重遇，關係得到進一步發展。
在多次戰鬥及與尤琳、迪斯路接觸後，逐漸發現自己擁有預知對手動作的能力，而且戰鬥能力大幅提升，古路迪克指有可能并後來確定是極能者(X-ROUNDER或譯X巡遊者，相似宇宙世紀新人類或GUNDAM 00變革者) 的力量。後來在蝙蝠擊退戰中已能掌握這種力量。
在蝙蝠擊退戰後期與迪斯路的戰達斯交戰，因同時受2部機動戰士牽制而落於下風，其後尤琳為保護他而死時極為悲傷，遂發揮極能者的能力擊破德席爾。戰爭結束後對自己的無能感到後悔和不憤，同時認為自己再無資格成為救世主。而她的死在弗利特的心中不單留下了刻骨銘心的傷痛，更成為壓垮菲利特的最後一根稻草，使得弗利特從此對UE抱有不共戴天的仇恨，直到老年仍無法忘懷，不能原諒自己，更不能原諒域根。
在蝙蝠擊退戰結束後，菲利特正式成為聯邦軍的一員，憑藉自身過人的駕駛技術、戰術指揮能力與X-Rounder的特質，在短短幾年內就晉升為小隊的隊長
第二部時成為地球聯邦軍總司令部「巨輪（Big Ring）」的司令官。年齡39歲→40歳（聲：（日）井上和彥／（港）雷霆／（台）吳東原）。
與艾蜜莉結婚多年並育有阿西姆（子）和尤諾雅（女），因工作關係甚少回家。
在阿瑟姆17歲生日時贈與家傳的「AGE裝置」。
決心把域根的巢穴全部找出，將他們這個宇宙之中完全清除。同時不希望阿瑟姆好像自己般，因無法保護珍惜的人而覺得懊悔。
雖然成為了司令，作為駕駛員的技術仍未生疏，曾在「巨輪（Big Ring）」攻防戰以AGE-1 本體型擊敗德希爾。
1年以後（A.G. 142年）在地球聯邦軍最高司令官兼地球聯邦政府首相佛羅•奧菲諾亞發表慰靈儀式演說期間發動政變，將佛羅•奧菲諾亞與維根勾結的罪行公諸於世，並揚言會和域根交戰至其中一方被完全消滅為止，被奧菲諾亞稱為「被仇恨完全蒙蔽的復仇魔」。其後同時成為肅清委員會成員以將眾多與域根勾結者全部揭發和肅清。
第三部時63歲，已退出聯邦軍，但仍對聯邦軍高層有一定影響力。
自奇歐年幼時已使用戰鬥模擬器訓練他的駕駛技術，同時不停向他灌輸「救世主」及「反維根」的概念。
地球本土受襲時，協助奇歐啟動鋼彈AGE-3，同時要求迪娃女神號出動。由於艦長娜度拉•艾納斯個性軟弱，故成為迪娃女神號的實際指揮官。
其後在「薩爾加索」和比西迪安艦隊交戰期間，察覺到其首領正是阿西姆，對於他仍然生還感到震驚，同時無法了解他的目的。雖然向詢問真相的奇歐告知他的身份，但他不會承認阿瑟姆是亞斯諾家族的人，要奇歐將阿瑟姆忘記並且不許再提起阿瑟姆。
不久在維根的「鋼彈奪取作戰」中為協助被謝哈特和贊納多夾擊的奇奧而駕駛AGE-1 本體型迎擊及負責斷後，反而令過於擔心的奇歐被捕獲，後欲駕駛殘破的AGE-1本體型去奪回奇歐但被眾人阻止，最後暫時和前來通訊的阿瑟姆達成和解，並提供裝備協助阿瑟姆去營救奇歐。然而在阿瑟姆作戰成功回歸後即再次因理念而交惡，甚至和奇歐發生口角。
在奪還月之總部以後，再度被推舉為聯邦軍總指揮，並再度揚言要消滅維根以為家人報仇及成為救世主。然而卻因為被仇恨之心衝昏了頭，使的其對於域根的做法過於極端，因此在信念上與想和平解決戰爭的奇歐起了衝突。
在拉.格拉米斯战役中，成功预测敌方下一个目标将是歌姬号，并命令全员弃舰。
目睹拉.格拉米斯崩坏后，一度想用等离子潜航导弹将其和第二月球一同毁灭，后被奇奥说服(尤琳·路歇爾幻影出現在弗利特的腦海里，並與其他人一起請求弗利特放下仇恨，原諒自己和他人。弗利特也因此得以釋懷，多年的心結得以打開，與聯邦軍及UE共同拯救了人類)。之后呼吁两军停战，一同挽救第二月球上的人。
戰後，放下仇恨的菲利特將餘生全部獻給家人及和平活動，為感念其功績，在联邦的高达纪念馆前设有其塑像。
瑪蓮娜•明日野（聲：（日）恒松步／（港）謝潔貞）
菲力特的母親。
於UE襲擊「歐華」的戰火中遭瓦礫掩埋死亡，死前將明日野家相傳的「AGE裝置」托付給了7歲的菲利特。

### 地球聯邦軍
亨德里克•布魯撒（聲：（日）澤木郁也／（港）古明華）
地球聯邦軍上校，阿林斯頓基地司令。58歲。
將失去雙親的菲利特撫養成人，並為其提供了製造鋼彈的環境。
相信菲利特及鋼彈的可能性，把人類的未來託付於他們。
UE襲擊「諾拉」時為拯救殖民衛星居民而死。
庫爾迪克•艾諾亞（聲：（日）東地宏樹／（港）招世亮／（台）吳東原）
地球聯邦軍中校，原阿林斯頓基地副司令。39歲。
雷厲風行的軍人，只是看向UE的眼神彷彿告訴我們他有深藏的記憶。這份記憶將會極大的左右菲利特等人的命運。
參軍前是優秀的電腦工程師，自從愛妻和女兒於天使之落日喪命後加入地球聯邦軍，並成為地球聯邦軍數一數二的作戰參謀。
UE襲擊「諾拉」時奪取歌姬號並自封為艦長。
他對UE恨之入骨，執意向UE復仇，並從長年累月的分析推論UE的巢穴位於被廢置的前地球聯邦軍宇宙要塞「安巴特」。
率領薩拉姆及艾華聯合艦隊擊沉UE巨型宇宙母艦法伯斯並且一舉攻陷UE宇宙要塞「安巴特」，史稱蝙蝠擊退戰。
可是戰後他被地球聯邦軍以違犯軍紀的罪名拘捕，在軍事法庭表示是自己強迫迪娃女神號的隊員進行蝙蝠擊退戰，避免迪娃女神號號的隊員被地球聯邦軍追究責任，最終庫爾迪克被判入獄。
第二部登場時已經66歲。即使坐牢獄卒們也知道他是上次蝙蝠擊退戰的真正英雄。在監獄中，庫爾迪克收集了大量有關地球聯邦及維根的情報，並得知地球聯邦有高層成員是內奸。在監獄中被釋放後原欲告知菲利特有關情報，但被受地球聯邦政府高層操縱的亞拉貝爾•佐伊用刀背刺刺殺，死前認定亞拉貝爾•佐伊已經完成他的復仇，並聲稱亞拉貝爾•佐伊已經自由，遺言是:「是嘛......背著如此重負...你(亞拉貝爾•佐伊)也累了吧，讓一切在今天結束...那樣，你(亞拉貝爾•佐伊)就自由了...這樣就好...菲利特，抱歉...」，同時將所有關於維根勾結的證據資料傳給菲利特，以至於在發表慰靈儀式演說期間，菲利特將弗洛伊•歐爾斐諾亞與維根勾結的罪行公諸於世。
美莉絲•雅萊（聲：（日）嶋村侑／（港）余欣沛／（台）陳貞伃）
地球聯邦軍中尉，迪娃女神號的系統管理員。24歲。
似乎對沃爾夫•艾尼亞克爾抱有好感。
第二部成為迪娃女神號艦長，軍階中校。49歲→50歳。
相比25年前更冷靜，頗重視紀律。
阿當斯•天尼爾（聲：（日）川原慶久／（港）周倚天）
地球聯邦軍少尉，歌姬號的航行主管。24歲→61歳(追憶的薜德)。
以身為軍人為榮，認為應通知地球聯邦軍歌姬號的行動。
在蝙蝠擊退戰前夕許願能平安歸來，與媽媽一起旅行。
在《追憶的席德》中61岁的他擔任當時第七艦隊的司令官，在聯邦軍搜救阿瑟姆的任務失敗後，進行後續調查並追捕宇宙海賊比西狄安
拉岡•德列斯（聲：（日）羽多野涉／（港）劉奕希／（台）馬伯強）
地球聯邦軍中尉，阿林斯頓基地警備隊「拉岡小隊」隊長。28歲→65歳(追憶的薜德)。
在《追憶的席德》中65岁的他驾驶RGE-B890 傑諾亞斯Ⅱ，在聯邦軍搜救阿瑟姆的任務失敗後，進行後續調查並追捕宇宙海賊比西狄安
烏盧夫•安尼亞高（聲：（日）小野大輔／（港）陳廷軒／（台）馬伯強）
地球聯邦軍中尉，歌姬號機動部隊隊長。有著「白狼」此一別名的王牌駕駛員（白狼之名本是借用一個在元祖高達一年戰爭，并未在動畫登場，僅在設定資料中公開的自護公國王牌駕駛員的綽號）。23歲。
參軍前是機動戰士格蘭披治比賽明星選手，以野獸般的觸覺和非常準確的操控技術成名。相當堅持自己所駕駛的機動戰士要塗裝成白色。
原坐駕為傑諾亞斯特裝型，從「法丹」攻防戰開始改為駕駛G艾格傑斯（G-Exes）。
對美莉絲•雅萊抱有好感。
第二部成為地球聯邦軍少校，歌姬號機動戰士部隊「沃爾夫小隊」隊長。48歲→49歳。
駕駛G艾格傑斯的次世代機體G包瑟（G-Bouncer）。
相當照顧後輩，不時在戰鬥時指導他們，特別照顧阿瑟姆，可說是阿瑟姆的啟蒙老師。
在「諾多拉姆」攻防戰中，為了拯救被德席爾•加列特及其控制的兩部賽達斯M所圍困的阿瑟姆，迴避不及，被德席爾所搭乘的克羅諾斯從後刺穿腹部要害，戰死。死前依然希望阿瑟姆超越自己，成為宇宙第一的機動戰士駕駛員。遺言是:「我看得出...你(阿瑟姆)是個厲害的傢伙...即便不是X-Rounder也很厲害...阿瑟姆...做個無人能敵...比我厲害很多的...宇宙第一駕駛員吧...我...看好你...」。
凡格斯•戴森（聲：（日）坂東尚樹／（港）陳永信／（台）蔣鐵城）
艾蜜莉的祖父，阿林斯頓基地整備部的技術士官。年齡55歲。
優秀的機械工程師，平時與菲利特相處得就像是朋友般。
第二部時81歲→82歳。已經退役，負責維護藏在「托爾迪亞」的高達AGE-1。
在奇奧出生前已病逝。
迪安•馮萊特（聲：（日）喜山茂雄／（港）蕭徽勇）
地球聯邦軍上校，原歌姬號艦長。34歲。
自恃只直屬地球聯邦軍總司令部而拒絕執行阿林斯頓基地布魯撒司令拯救殖民地居民的指示，給庫爾迪克篡掉。
「諾拉」爆炸時死亡。
史托勒•蓋瓦蘭（聲：（日）楠大典／（港）李錦綸）
地球聯邦軍第8艦隊特別分遣部隊司令官，軍階中校。38歲。
喜歡吃巧克力棒，認為這是要讓腦袋全速運作時的必須品。
曾在殖民衛星憲兵隊工作時輸給古路迪克而耿耿於懷。
在「明斯里」遭遇戰後對庫爾迪克改觀，並約定下次見面時輕輕鬆鬆地喝一杯勝利的美酒（寓意庫爾迪克對UE作戰成功）。

### 殖民衛星「諾拉」
艾蜜莉•阿蒙德（聲：（日）遠藤綾／（港）張頌欣／（台）謝佼娟）
一直溫柔地守護菲力特的少女。年齡14歲。
7歲時的菲力特被收容到「諾拉」後結識的第一位朋友。
比誰都能夠理解主動參戰的菲力特的心情，一直擔心著菲力特，同時無條件的支持著他。所以雖然初時並不希望菲力特駕駛高達作戰，後來經拉娜芭莉•馬多拿開解後明白，如果自己真心愛菲力特，就不應該阻止他的戰鬥，反而應該陪伴他到最後。
第二部時39歳→40歳。與菲力特結婚並誕下阿西姆（子）和尤莉亞（女）。
迪基•根希路（聲：（日）大畑伸太郎／（港）胡家豪／（台）蔣鐵城）
菲利特與艾蜜莉的同學。14歲。
尊敬且羨慕能夠進出軍事場所的菲力特。作為菲力特的朋友，一直支持著他。
在第二部時成為迪娃女神號的技術工程師，負責高達的維修，亞里莎的爸爸。39歲→40歳。

### 殖民衛星「法町」
當•寶亞治（聲：（日）三宅健太／（港）張炳強／（台）蔣鐵城）
舊國家派閥「查拉姆」的首領。其臉上有如海盜般的傷痕與豪快的鬍子為其註冊商標。45歲。
和古路迪克意圖以四艘軍艦換取聯邦內部的極機密情報。
在菲力特的努力下放棄與「歐巴」的鬥爭。
在「法町」攻防戰中在自己負傷的狀態下駕駛迦拿對UE母艦梵保哲作自殺攻擊，臨終時把自己的軍隊交托給拉克托•艾爾法梅，並對菲力特寄與期望，遺言:「這就是查拉姆的...不，是人類的骨氣!」
拉克托•艾爾法梅（聲：（日）諏訪部順一／（港）馮錦堂／（台）高銘孝）
與「查拉姆」對立的舊國家派閥「歐巴」的年輕首領。29歲。
在菲力特的努力下放棄與「查拉姆」的鬥爭。
在蝙蝠擊退戰中欲效法當•寶亞治對從被擊沈的UE母艦梵保哲成功分離的UE宇宙戰艦作自殺攻擊以瓦解對方對迪娃女神號的突襲，攸幸被菲利特及時制止。
第三部時，給予前去救援奇歐的海盜比西狄安援助，同時也讓阿瑟姆得知關於尤琳•路歇爾的事情。
伊惑古•布拉亞（聲：（日）乃村健次／（港）蕭徽勇）
「法町」地下城居民。38歲。
富有正義感，和養女莉莉雅撿廢鐵維生。
莉莉雅（聲：（日）齋藤千和／（港）黃淑芬）
「法町」地下城居民，伊惑古的養女。

### 殖民衛星「明斯里」
亞魯扎古•巴明古斯（聲：（日）西村知道／（港）林保全）
中立殖民衛星「明斯里」擁有最高權力富甲一方的大富豪，被稱為「明斯里」支配者。64歲。
喜愛作歐洲中世紀的打扮，是唐•寶亞治的老朋友，因為渴望擁有女兒，所以收養了尤琳•魯修魯。
在蝙蝠擊退戰中為古路迪克軍提供支援。
尤琳•魯修魯（聲：（日）早見沙織／（港）羅杏芝／（台）陳貞伃）
菲力特在「諾拉」遇到的美少女，個性溫柔可愛且內向害羞，擁有極能者的力量。15歲。
年幼時父母和弟弟被UE所殺，暫時居住在「諾拉」的收容機構。
很喜歡星星，因為看見星星就可以忘記很多事情。
在UE襲擊「諾拉」時，於避難中受到菲力特的救助，從此與菲力特互相傾慕，並將頭帶贈送給菲力特以作紀念。
「諾拉」被毀後尤琳被「明斯里」支配者亞魯扎古•巴明古斯收養。後來與菲力特再度於「明斯里」巧遇，關係得到進一步發展。
菲力特離開「明斯里」後被迪斯路脅持禁錮在UE的宇宙要塞「安霸特」。
在蝙蝠擊退戰中被迫成為UE機動戰士法老西亞的生體零件，最後為救菲力特被迪斯路的機動戰士貫穿機體而犧牲，遺言為:「菲利特...活著...好難啊...」。而她的死在弗利特的心中留下了刻骨銘心的傷痛，也使得弗利特對UE抱有不共戴天的仇恨，直到老年仍無法忘懷，不能原諒自己，更不能原諒域根。於大結局時出現在弗利特的腦海里，並與其他人一起請求弗利特放下仇恨，原諒自己和他人。弗利特也因此得以釋懷，多年的心結得以打開，與聯邦軍及UE共同拯救了人類，成為了救世主。

### 馬多拿工廠
梅古利度•馬多拿（聲：（日）白熊寬嗣／（港）潘文柏）
馬多拿工廠的廠長。是個被稱為「頑固老爹」的機械狂。55歲。
和烏盧夫是舊相識，負責為其製作G-Exes，並對菲力特——亞斯諾家的傳人頗有興趣。
蝙蝠擊退戰中，亦有率領私人部隊支援迪娃女神號。
第二部時80歳→81歲，接近退休，已有一子。
對洛迪相當嚴格，其實十分愛惜他。
第三部時已病逝。
拉娜芭莉•馬多拿（聲：（日）長澤美樹／（港）朱妙蘭）
梅古利度的妻子。年邁的梅古利度絲毫不敢違背她的意思。28歲。
和烏盧夫關係頗佳，被稱為漂亮的太太。
第二部時53→54歳，外貌保養得很好。
第三部時77歲，代替丈夫管理馬多拿工廠。
由於兒子洛迪私自離家出走，故一見到洛迪時相當憤怒。

### UE（Unknown Enemy＝未知敵人）／維根
德西爾•加列圖（聲：（日）高垣彩陽（第一部）、寺島拓篤（第二部）／（港）林丹鳳（第一部）、何承駿（第二部）／（台）謝佼娟（第一部）、馬伯強（第二部））
域根機動戰士戰達斯的駕駛員，是獲得確認成為伊甸的子民，擁有極能者的力量。7歲。
菲力特於「法町」遇到的少年，曾擅自搶走菲力特的高達並駕駛出擊，能彷彿預測UE動作般擊退UE，其操縱技巧連菲力特也感到訝異，之後還肆無忌憚地把鋼彈退還給菲力特。
在「法町」攻防戰和蝙蝠擊退戰中先後兩次駕駛機動戰士戰達斯戰鬥，均被菲力特打敗。
第二部時以成人姿態登場，32歲，謝哈特的兄長，駕駛域根機動戰士克羅諾斯。
和謝哈特關係惡劣，在其面前甚為自大，其實妒忌謝哈特的才能，不滿他被任命為地球壓制軍司令。
執著於和菲力特之間的戰鬥，不時違背命令和鋼彈交戰，以報25年前之仇，但屢遭擊退。
在「諾多拉姆」攻防戰中，因殺死烏盧夫，被阿西姆擊破機體，戰死，遺言是:「為什麼!我沒有輸的道理...沒有輸的道理!」。
基拉•佐伊（聲：（日）長島茂／（港）葉振聲）
域根宇宙要塞「安霸特」司令。48歲。
稱呼地球人為「愚蠢的地球種」，語氣中帶蔑視。
A.G.101年把自己的機動戰士放進殖民衛星「天使」發動恐怖襲擊，殖民衛星被毀，史稱天使之落日，他卻僥倖於事後獲救。
經常化身為穿著一身黑衣的黑暗商人也古•杜利（ヤーク・ドレ），在地球圈散播武器情報，引發內戰。
在蝙蝠擊退戰中親自駕駛巨大機動戰士迪凡斯出擊，被覺醒的菲力特打敗後逃回司令室。他向現場的迪娃女神號乘員道出UE的真相後，啟動宇宙要塞「安霸特」自我毀滅程式時，被古路迪克槍殺，遺言是:「我...化作靈魂...也同樣可以回到地球...伊傑康特大人...您...是這樣說的吧...我終於可以...回到地球了...」。
亞拉貝爾•佐伊（聲：（日）平田真菜（第一部）、山口勝平（第二部）／（港）黃麗芳（第一部）、黃啟昌（第二部）／（台）謝佼娟（第一部））
域根宇宙要塞「安霸特」司令基拉・佐伊的兒子。10歲。
在蝙蝠擊退戰中親眼目睹爸爸被古路迪克殺死，因此非常憎恨地球聯邦。
第二部時37歲，並已脫離維根。
在驅蝠戰役中親眼目睹爸爸被庫爾迪克殺死，如庫爾迪克當時所說，自己也同樣成為了復仇鬼。
被地球聯邦政府高層利用，成功刺殺古路迪克，但最終因完成自己的復仇為由，而遭到組織成員的槍斃，以毀滅證據。

## 第二部

### 明日野家
阿瑟姆•明日野（聲：（日）江口拓也／（港）李凱傑／（台）蔣鐵城）
阿瑟姆編的主角。菲利特的兒子，遺傳了母親艾蜜莉金色的頭髮。年齡17歲→18歲。
受到爸爸的影響，所以雖然年紀輕輕，但已經對機動戰士有深厚的認識，在高中一年級的時候已經贏得了「圖迪亞」機動戰士模擬對抗賽冠軍，並自發組織了學校的「機動戰士學會」。
在17歲生日的當日從爸爸手中承繼了家傳的「AGE裝置」及爸爸的鋼彈AGE-1，爸爸更為阿瑟姆寫了推薦信，讓他高中畢業後到史萊斯林捷學校升學。後來維根的機動戰士多拉德對「圖迪亞」發動襲擊時，他啟動了爸爸收藏多時的鋼彈AGE-1保護大家。雖然作戰技巧生疏，但仍能順利消滅兩部多拉德。
和前來「圖迪亞」擔任間諜的哲哈特成為好友，並邀請他加入學會，兩人和羅瑪莉建立了深厚的友誼。後來在畢業禮時得知哲哈特是維根軍人，感到十分悲傷。
畢業後加入地球聯邦軍，軍階下仕，並成為歌姬號機動戰士部隊「沃爾夫小隊」隊員，駕駛新開發的鋼彈AGE-2。曾兩度敗給哲哈特，並發現自己沒有極能者的潛質，因而充滿壓力和迷惘，更一度與沒時間關心自己的爸爸及企圖保護哲哈特的羅瑪莉關係惡化。及後菲利特從維根的機動戰士中發現了「特裝頭盔」，即使會對使用者的大腦產生相當大的負擔，追求力量的阿瑟姆仍然裝備頭盔並且出擊。最終在沃爾夫勸告下放棄成為極能者。
在「諾多拉姆」攻防戰，因看見德席爾殺死沃爾夫，擊破了德西爾的機體並且將其殺死，為沃爾夫一報背刺之仇。至此以成為超級駕駛員，繼承「白狼」之名為目標，並接替他的隊長地位。其後為了拯救將要被墜落的達烏內斯擊中的地球而與哲哈特放下成見，並且聯手以衛星毀滅裝置將其中心的能量核心炸毀。逃出後在哲哈特的保護下安全突入大氣層。
在「諾多拉姆」攻防戰一年後，成為了特務隊隊長，身穿與沃爾夫相同的白色軍服，並將其鋼彈AGE-2也轉換塗裝為白色。與父親菲利特和羅瑪莉亦已經和好。在地球聯邦軍最高司令官兼地球聯邦政府首相佛羅•奧菲諾亞發表慰靈儀式演說期間參與警備，這時並非只為了自己或組織而戰的他不會因地球聯邦軍內部腐敗的真相而疑惑，並將狙擊佛羅•奧菲諾亞的所有維根機動戰士都擊破。
在第二季的最後與蘿瑪莉結婚，並在A.G.151年成為人父。同年，在調查漂流船事件期間，被EXA-DB的機動兵器「薜德」攻擊，在重傷下被宇宙海盜比西迪安拯救，在從那些海盜得知有關EXA-DB的秘密和感受到聯邦的過於腐敗後決定和比西迪安一同行動，並駕駛改裝完畢的AGE-2黑獵犬型，後來安格拉佐船長賞識他的性格及技術，在自己一息尚存之際，將比西迪安海盜的領導權交付阿瑟姆，讓阿瑟姆得以實現平衡地球與火星雙方的戰力之計畫。
第三部時年約41歲（聲：（日）鳥海浩輔／（港）李凱傑／（台）蔣鐵城），以「艾殊船長」的身份再度登場，成為了宇宙海盜比西迪安的首領。
為試驗奇歐的實力而在「薩爾加索」出動鋼彈AGE-2黑獵犬型與奇奧交戰。交戰中段維根亂入，奇歐被敵方捉住動彈不能，正當存亡之際，阿瑟姆像當年烏盧夫一樣，替奇歐解圍並再次道出自己是超級駕駛員，情況如「諾多拉姆」攻防戰。其後將「能左右戰爭走向的通向秘寶的鎖匙」（EXA-DB）之存在告知於歌姬號。
後來得知奇歐被俘虜時主動聯絡菲利特並表明自己的救援計劃，最後二人暫時和解。其後和同伴潛入第二月，並再次與奇歐相見，在偽裝隕石的戰術下安全和鋼彈AGE-3脫離域根包圍網。回到地球圈後和家人再度重聚，但和菲力特在對待維根的方針上出現分歧。其後在協助聯邦軍奪回月之總部時再次與哲哈特相遇，並向他道出「伊甸計劃」的秘密及勸他離開伊謝魯根特。
在拉.格拉米斯战役期间，带领比西迪安作为联邦军的一部参战，并与歌姬号沉没之时将其战舰巴罗诺克交给歌姬号船员。
之后与杰哈特再遇并交战，大破其座机高达列基路斯。
AG201时与奇奥一同参观鋼彈纪念馆。
 尤諾雅•明日野（聲：（日）大龜明日香／（港）陳皓宜）
菲利特和艾蜜莉的女兒，阿瑟姆的妹妹，凡格斯的曾孫，與哥哥一樣遺傳了母親艾蜜莉金色的頭髮。年齡14歲→15歲。
覺得哲哈特長得很帥。
在「諾多拉姆」攻防戰一年後，由羅瑪莉提及已經作為醫療自願者，飛往世界各地。
第三部時38歳，擔任軍中自願醫療隊隊長。
似乎和羅瑪莉關係甚佳，經常代替她照顧奇奧。
對於阿瑟姆依然生還感到高興，同時相信父親菲利特依然重視家人，只是在用藉口封閉自己的感情。
菲利特•明日野（聲：（日）井上和彥／（港）雷霆）／（台）吳東原
「Big Ring」的司令官，阿瑟姆和尤諾雅的父親，第一部的主角。年齡39→40歲。軍階中將。
詳細請參閱「#菲力特•亞斯諾」
艾蜜莉•明日野
菲利特的妻子，阿瑟姆和尤諾雅的母親，凡格斯的孫女。年齡39→40歲。
詳細請參閱「#艾蜜莉•阿蒙德」
凡格斯•戴森
艾蜜莉的外祖父，阿瑟姆和尤諾雅的曾外祖父。年齡80→81歲。
詳細請參閱「#凡格斯•戴森」

### 殖民衞星「圖迪亞」
羅瑪妮•史東（聲：（日）花澤香菜／（港）劉惠雲／（台）謝佼娟）
初登場時為高中二年級學生，爸爸是地球聯邦軍軍人。年齡17歲→18歳。
阿西姆學校的校花，似乎對機動戰士感興趣，喜歡阿西姆，亦一度對謝哈特產生憧憬，一直重視自己、阿西姆及謝哈特之間的友誼。
畢業時曾考慮繼續升學，但後來加入了地球聯邦軍，並成為迪娃女神號艦橋的工作人員。雖然自稱是因為爸爸的關係才加入軍隊，但實際上是因為憧憬阿西姆及謝哈特才希望跟隨他們的腳步。
一直不希望阿西姆與謝哈特繼續傷害對方，阿西姆企圖射擊謝哈特時亦以身體阻隔二人，因而一度使自己和阿西姆關係惡化。即使如此，她仍然相當關心阿西姆。
在「諾多拉姆」攻防戰一年後已離開軍隊，並和阿西姆成為戀人，同時向阿西姆為自己過去的任性而道歉。
在第二部的最後與阿西姆結婚。
第三部時41歲，似乎和尤諾雅關係甚佳。
一直相信阿西姆依然生還，在奇奧從域根第二月球回來後再次與阿西姆相見。
沙維•貝爾頓（聲：（日）石井一貴／（港）麥皓豐）
初登場時為高中二年級學生，阿西姆學校機動戰士學會成員。年齡17歲。
雖然十分怕事，但對朋友卻重情重義。
金句「青春就是友情、愛情與機動戰士」的原作者。
馬斯路•保以特（聲：（日）梶裕貴／（港）張裕東）
初登場時為高中二年級學生，阿西姆學校機動戰士學會成員。年齡17歲。
愛講邏輯的傢伙，說話直腸直肚。

### 地球聯邦軍
佛羅•奧菲諾亞（聲：（日）石井康嗣／（港）盧國權）
地球聯邦軍最高司令官兼地球聯邦政府首相。在阿西姆等人在地球聯邦軍軍校畢業時曾參與其發布會。
出身在輩出政府要人的奧菲諾亞家族，事實上卻與域根勾結。策劃及負責指揮掩飾火星移民計劃的事實的斯特雷特•馮特爾博士亦有奧菲諾亞家族的血緣，可說是整個奧菲諾亞家族隱瞞著火星移民計劃的失敗的事實。至此與域根勾結，協助域根以防止事實被公諸於世，並出賣情報以獲得數額龐大的資金，最終建立其首相的地位。為此甚至不惜操縱亞拉貝爾•佐伊刺殺古路迪克•艾諾亞。
在首都發表慰靈儀式演說期間，被發動政變的菲力特•亞斯諾脅持並且敗露其一切腐敗罪狀，因而被域根視作追殺目標。在隨後的審訊中因反叛聯邦罪，和眾多與域根勾結者一樣被判處死刑。
奧菲諾亞夫人（聲：（日）幸田夏穂）
奧菲諾亞的夫人。粉紅色的長髮美女。
在地球聯邦軍最高司令官兼地球聯邦政府首相佛羅•奧菲諾亞發表慰靈儀式演說期間，被費特力克•艾古尼亞斯脅持，和眾多與域根勾結者一樣被判處死刑。
費特力克•艾古尼亞斯（聲：（日）子安武人／（港）周良鴻／（台）高銘孝）
並連司令菲力特的參謀，是史萊斯林捷學校以最高成績畢業的高材生。23歲→24歳。
十分了解菲力特的行動和決定，菲力特駕駛高達出戰時，亦會暫代他指揮軍隊。
在地球聯邦軍最高司令官兼地球聯邦政府首相佛羅•奧菲諾亞發表慰靈儀式演說期間，協助菲力特脅持佛羅•奧菲諾亞首相的夫人。
第3部時47歲，擔任了地球聯邦軍總司令。
雖然菲力特已退役，但艾古尼亞斯仍然相當尊重其決定，並接受他出動迪娃女神號的要求。
在「月之總部」的奪還作戰成功後再次把聯邦軍的總指揮權交給菲力特。
美莉絲•雅萊
地球聯邦軍中校，迪娃女神號艦長。50歲。
詳細請參閱「#美莉絲•雅萊」
艾倫•布羅利（聲：（日）菅沼久義／（港）馮錦堂）
迪娃女神號的航行主管。32歲。
伊莉莎•姆拉爾（聲：（日）川澄綾子／（港）林元春）
迪娃女神號的系統管理員。23歲。
威娜•贊尼斯迪（聲：（日）能登麻美子／（港）陳琴雲）
迪娃女神號的指揮通訊員。26歲。
艾路•東尼斯（聲：（日）石井一貴／（港）張方正）
迪娃女神號的武器系統管理員。22歲。
奧迪奧•布蘭（聲：（日）杉村憲司／（港）巫哲棋）
迪娃女神號的艦橋指揮員。30歲。
烏盧夫•安尼亞高
地球聯邦軍少校，迪娃女神號機動戰士部隊「烏盧夫小隊」隊長。年齡49歲。駕駛G-Bouncer。
詳細請參閱「#烏盧夫•安尼亞高」
奧布拉特•羅寧（聲：（日）遊佐浩二／（港）劉昭文／（台）吳東原）
地球聯邦軍中尉，年齡27歲。
迪娃女神號機動戰士部隊「烏盧夫小隊」隊員，駕駛榭魯艾斯Ⅱ。
加入迪娃女神號前已受過烏盧夫指揮。
對麗美•露芙產生好感，曾向其求婚，並獲得答應。「諾多拉姆」攻防戰前承諾會安全歸來。
親眼目睹麗美被殺時，內心極為悲痛。
第3部時50歲，軍階不變。
加入了迪娃女神號機動戰士部隊「亞碧斯小隊」，駕駛榭魯艾斯O•改。
似乎對麗美依然念念不忘。
馬古斯•哈特威（聲：（日）阪口大助／（港）曹啟謙）
地球聯邦軍少尉，年齡22歲。
迪娃女神號機動戰士部隊「烏盧夫小隊」隊員，駕駛亞德魯1號機。
技術一般，經常被烏盧夫及阿西姆所救。
亞里莎•根希路（聲：（日）小清水亞美／（港）黃淑芬／（台）陳貞伃）
地球聯邦軍下仕，迪基的女兒，年齡18歲。
迪娃女神號機動戰士部隊「烏盧夫小隊」隊員，駕駛亞德魯2號機。
性格開朗，由於爸爸的關係，所以對同樣是新加入的阿西姆非常友善。
技術一般，經常被烏盧夫及阿西姆所救。
麗美•露芙（聲：（日）佐倉綾音／（港）程文意／（台）陳貞伃）
地球聯邦軍曹長，23歳，迪基的助手，負責榭魯艾斯Ⅱ的維修。
對奧布拉特•羅寧有好感。對其求婚一度不知所措，「諾多拉姆」攻防戰前終於答應，並希望奧布拉特安全歸來。
攻防戰期間為維修損毀的光子爆裂加農砲而駕駛維修機體出動，被明古•雷頓攻擊，戰死。死前依然對奧布拉特說希望2人可以組織美好的家庭。
迪基•根希路
迪娃女神號的技術工程師，負責高達的維修，亞里莎的爸爸。年齡40歲。軍階中尉。
詳細請參閱「#迪基•根希路」。

### 馬多拿工廠
梅古利度•馬多拿
馬多拿工房的廠長。是個被稱為「頑固老爹」的機械狂。81歲。
詳細請參閱「#梅古利度•馬多拿」
拉娜芭莉•馬多拿
梅古利度的妻子，54歲。
詳細請參閱「#拉娜芭莉•馬多拿」
洛迪•馬多拿（聲：（日）森田成一／（港）伍博民/李錦綸／（台）馬伯強）
梅古利度的兒子，24歲。
自稱為馬多拿工房第二代負責人，視父親為人生目標。
曾自行製作戰鬥模擬器，並讓阿西姆實驗模擬戰。
第3部時為了鍛煉自己而加入了地球聯邦軍，擔任迪娃女神號的機械工程師。
由於是私自出走，把家業丟給了母親，故一直不敢回去和家人見面。

### 域根
菲扎爾•伊謝魯根特（聲：（日）大友龍三郎／（港）黃子敬／（台）高銘孝）
域根最高領導人，「伊甸計劃」的發起人，擁有極強的極能者力量，年齡不詳。在第1季時僅被基拉•佐伊提及，第2季時亦未有正式登場，其外貌直至第3季時才被得知。
在第三部的80年前曾前往地球圈秘密調查聯邦政府的腐敗，並偶然得到部份EXA-DB的資料，發展出遠超地球實力的科技，為了給予域根人民生存的希望而宣布「伊甸計劃」，向地球圈發動戰爭。但在戰爭中給予地球種生存的機會，目的是讓地球種感受到域根的痛苦及思考生存的意義，同時透過創造「極限環境」讓有優秀潛質的人種覺醒，由他們成為「伊甸」的住民，從而切斷人類戰爭的枷鎖，創造永久的和平。
在謝哈特年輕時已對他有高度評價，並告知他「伊甸」的藍圖，甚至委任他為地球壓制軍司令，第3部時亦把搜尋EXA-DB及捕獲高達的任務給予他。
其後鋼彈AGE-3 軌道型被俘後，由於奇歐和自己死去的兒子外貌相近，故相當禮待他，並給予他在維根體驗的機會，同時希望奇歐明白這場戰爭背後的秘密和意義。奇歐逃脫時更駕駛鋼彈列基路斯阻止奇歐，並將「伊甸計劃」的實情相告，最後由於奇歐和兒子外貌相近而無法痛下殺手。
由於自知壽命無多，向謝哈特道出「伊甸計劃」的一切，並把維根的領導權交給他，希望他可以引導人類的未來。
于拉•格拉米斯战役后去世，臨終前感謝奇歐，並把地球的未來託付給他，並希望看到人類能夠像人一樣活著的未來。
謝哈特•加列圖（聲：（日）神谷浩史、能登麻美子（幼少時代）／（港）關令翹、林元春（幼年）／（台）吳東原）
域根機動戰士駕駛員，迪斯路的弟弟。年齡17歲→18歳。自小已非常仰慕伊謝魯根特。
擁有銀色的頭髮，以轉校生身份潛入殖民衞星「圖迪亞」，伺機奪取高達並鎮壓「圖迪亞」。然而在「圖迪亞」逗留期間為接近亞斯諾家而加入機動戰士學會，不知不覺間與阿西姆及羅瑪妮建立起友誼，在友情與忠誠之間掙扎。
高中畢業禮前夕下定決心向維根盡忠，並在畢業禮當日率領部隊突襲「圖迪亞」，與高達戰鬥，更在阿西姆面前揭露了自己的身份，但即使兩度擊敗阿西姆仍無法痛下殺手。
回到域根後，被任命為地球壓制軍司令，掌管達內斯移動要塞，並改為駕駛傑德拿。由於其極能者能力過於強大，以致沒有機動戰士可以完全配合他的能力，故要戴上可以抑制能力的面具。
雖然駕駛能力優秀，但指揮能力只屬一般，在「巨輪攻防戰」無功而還，因而被迪斯路及八大法師的成員們輕視。
於「諾多拉姆」攻防戰最後為了拯救將要被墜落的達內斯擊中的地球而與阿西姆放下成見，並且聯手以衛星摧毀器將其中心的能量核心炸毀。逃出以後為了保護要被碎片擊中的阿西姆而推開其機體，被碎片擊中而失控墜落地球，幸得多爾•佛羅斯特從後捨身相救。
雖然僥悻生還，但被帶回去伊謝魯根特大人身邊，並接受冷凍睡眠，為未來的新局勢作出預備。
第三部時由於接受過冷凍睡眠，肉體仍然維持年輕狀態，目前是伊謝魯根特的直屬部隊。
曾先後參與了對「奧利巴諾斯」及「羅斯特羅蘭」的作戰，但相繼因為鋼彈AGE-3阻攔而失敗。在多次失利後一度不滿自己的表現，並和新來的參謀芙拉姆交惡，曾一度揚言自己不需要參謀，後來要求芙拉姆制訂作戰計劃時要好好記著死傷士卒的名字，兩人之間亦開始互相信賴。
受到伊謝魯根特命令負責捕獲高達和搜索EXA-DB，其後在「高達強奪作戰」中被贊納多奪去功勞。其後加入了防衛月之總部的戰役，在作戰時與阿西姆相見，並被告知伊謝魯根特的野心。在回到第二月球時一度質問伊謝魯根特，但得知伊謝魯根特的夢想後決定接任維根的新領導人，並駕駛鋼彈列基路斯。
在拉.格拉米斯战役中，为了消灭高达及联邦军，实现伊甸的理想，不惜以牺牲战友为代价，发射两发拉•格拉米斯主炮，重创联邦舰队并击沉歌姬号
但当被告知高達們并未消灭后，为此自责不已。在失去理性以下驾驶高达列基路斯出战，但最終被阿瑟姆击败。对阿瑟姆说出自己心中想法后卷入机体爆炸而死亡。
梅迪爾•贊特（聲：（日）稻葉實／（港）古明華／（台）馬伯強）
域根指揮官，擁有紅色的頭髮。年齡54歲→55歳。
原為謝哈特•加列圖的直屬上司，謝哈特晉升後成為其下屬。
於「諾多拉姆」攻防戰之中聽從謝哈特的指令，將登陸膠囊偽裝成碎片投放地球的方式逃生。
在地球聯邦軍最高司令官兼地球聯邦政府首相佛羅•奧菲諾亞發表慰靈儀式演說期間，率領殘黨展開襲擊。
企圖將佛羅•奧菲諾亞抹殺的時候，被阿西姆•亞斯諾的高達AGE-2擊破機體而戰死，死前看見了伊甸的幻影，遺言是：「十分抱歉，伊謝魯康特大人...面對區區地球種...贊特卻無能為力，願此身...化作伊甸之土...我看見了，伊甸！」。
戴治•羅丁（聲：（日）武虎／（港）朱子聰／（台）馬伯強）
謝哈特的下屬，域根機動戰士多拉多的駕駛員。
潛入殖民衞星「圖迪亞」協助澤哈特完成奪取高達及鎮壓「圖迪亞」的任務。
於「諾多拉姆」攻防戰駕駛多拉多L與菲利特決戰，即使用上「特裝頭盔」的力量仍然不敵，機體被斬斷以下，以餘下上半身的多拉多L抱著鋼彈AGE-1 本體型自爆，戰死，遺言是：「哲哈特大人，為了域根指引未來吧！」。
迪斯路•加列圖（聲：（日）寺島拓篤／（港）何承駿／（台）馬伯強）
詳細請參閱「#迪斯路•加列圖」。
八大法師
多爾•佛羅斯特（聲：（日）津田健次郎／（港）陳卓智／（台）蔣鐵城）
八大法師的隊長，30歲。
為人沉默冷靜，基本上服從謝哈特的命令，但對「諾多拉姆」的計劃抱有質疑。
在「諾多拉姆」攻防戰最後，為保護跌入大氣層的謝哈特而用自身機體掩護謝哈特安全降落，並把域根的未來託付給他。
古林•萊茲（聲：（日）立花慎之介／（港）劉奕希）
八大法師的副隊長，26歲。
謝爾•白蘭特（聲：（日）伊藤健太郎／（港）周倚天）
八大法師的隊員，24歲。
以上兩人於初次登場不久一起被阿西姆駕駛的高達AGE-2雙砲型擊斃。
明古•雷頓（聲：（日）能登麻美子／（港）陳琴雲／（台）謝佼娟）
八大法師的隊員，28歲。
於「諾多拉姆」攻防戰被歌姬號的光子爆裂加農砲擊斃。
尼奧•路易斯（聲：（日）梶裕貴／（港）張裕東）／（台）陳貞伃
八大法師的隊員，28歲。
被阿西姆駕駛的高達AGE-2雙砲型擊斃。
列斯•艾杜尼（聲：（日）川澄綾子／（港）林元春／（台）謝佼娟）
八大法師的隊員，23歲。
札華•洛古（聲：（日）喜山茂雄／（港）麥皓豐）
八大法師的隊員，25歲。
歷特•卡恩（聲：（日）杉村憲司／（港）巫哲棋）
八大法師的隊員，45歲。
以上三人在最後一起被烏盧夫駕駛的G-Bouncer擊破機體陣亡，其中札華和歷特被德西爾•加列特的X-Rounder操控機體去阻礙阿瑟姆的行動，被G-Bouncer的光束槍貫穿機體。

### 其他人物
古路迪克•艾諾亞
詳細請參閱「#古路迪克•艾諾亞」。
亞拉貝爾•佐伊（聲：（日）山口勝平／（港）黃啟昌）
詳細請參閱「#亞拉貝爾•佐伊」。

## 第三部・第四部

### 明日野(亞斯諾)家
奇奧•亞斯諾（聲：（日）山本和臣／（港）伍秀霞／（台）陳貞伃）
奇歐編的主角。菲利特的孫子，阿西姆的兒子，遺傳了母親羅瑪妮的啡色頭髮。年齡13歲。
出生後不久阿西姆便告失蹤，故未曾真正見過他一面，十分重視他的遺物「AGE裝置」。另外相當仰慕祖父菲力特，同時對高達有頗大憧憬。在菲力特的教育下，深信高達可以救世，同時也自然而然的視域根為敵人。由於自幼時已接受菲力特的模擬戰訓練，雖然他一直誤以為是「遊戲」，但仍然培育了不俗的駕駛能力。
與後天覺醒極能者潛質的菲利特及沒有極能者潛質的阿西姆都不同，他是一名天生的極能者，而且不論力量和潛在能力都驚人。
城市遇襲時，在菲力特協助下啟動了「高達AGE-3」，戰鬥期間爆發出驚人的極能者力量，並順利逼使謝哈特的部隊撒退。以後順勢登上迪娃女神號。
在多次戰鬥後其技術不斷提升，同時在莎娜路亞的指導下，漸漸出現和以往不同的價值觀，在莎娜路亞死後念念不忘她的遺言。
其後前往宇宙時感應到一個熟悉的人，並在「薩爾加索」與隱藏身份的阿西姆交戰時察覺到他是一個溫暖的人。戰後向菲力特詢問真相時得知他的身份，感到極為震驚。
後來在域根的「高達強奪作戰」中因擔心祖父而被贊納多捕獲，被帶往第二月球與伊謝魯根特見面，並在當地遇上了迪恩和露，逐漸了解到火星遺民的苦況，同時得知伊謝魯根特的目的，開始對自己的戰鬥產生猶疑。由於知道露的病症，以AGE系統的情報與伊謝魯根特交換減輕痛苦的藥物，並在數個月內與她建立了深刻的感情。
在阿西姆前來營救當日由於被伊謝魯根特關在房內而無法把藥交給露，後被阿西姆救出時露已去世，雖然受到迪恩的感謝和安慰，但仍然極為難受。後在第二月外和鋼彈列基路斯交戰並被伊謝魯根特告知「伊甸計劃」的真實，雖然明白域根的苦況但無法認同，其後高達AGE-3被嚴重破壞，但因阿西姆的戰術而安全離開。
回到地球圈後認為這場戰爭只會帶來更多災難，故希望相方能互相理解，為此一度與菲力特發生口角。在月之總部的奪還作戰中駕駛新型的高達AGE-FX更以不殺死駕駛員的方式擊破敵方機體，並試圖遊說芙拉姆和潔拉多•斯布里根停戰，但無功而還。戰爭結束後與菲力特的衝突加大，並揚言被仇恨蒙蔽理智的菲力特並不是救世主。
在拉.格拉米斯战役中，与在第二月球认识的迪恩•阿农再遇，并将其说服。目睹迪恩被杀后，因愤怒而启动了FX BURST模式，大破贊納多•比哈度的森多拉姆，后因此而深深自责。
为了阻止菲力特摧毁第二月球的行动，以自机阻止等离子潜航导弹的发射，并将菲力特说服。
之后与维根的最强驾驶员、暴走的極能者謝拉•金斯作战，再次启动FX BURST模式将其击败。机体大破，大破前成功救出泽拉•金斯。
AG201时与阿瑟姆一同参观高达纪念馆，且已至中年（聲：（日）樋口智透）。
菲力特•亞斯諾
阿西姆和尤諾雅的父親，奇奧的祖父，第一部的主角，年齡63歲。
詳細請參閱「#菲力特•亞斯諾」
阿西姆•亞斯諾
奇奧的父親，菲力特的兒子，尤諾雅的哥哥，羅瑪妮的丈夫，第二部的主角。
詳細請參閱「#阿西姆•亞斯諾」
羅瑪妮•亞斯諾
奇奧的母親，阿西姆的妻子。
詳細請參閱「#羅瑪妮•史東」
尤諾雅•亞斯諾
阿西姆的妹妹，奇奧的姑母。
詳細請參閱「#尤諾雅•亞斯諾」
艾蜜莉•亞斯諾
菲力特的妻子，阿西姆和尤諾雅的母親。
詳細請參閱「#艾蜜莉•阿蒙德」

### 平民
温迪•赫兹（聲：（日）伊瀨茉莉也／（港）曾佩儀／（台）謝佼娟）
奇奧的青梅竹馬，是一名擁有金色頭髮和琥珀色眼睛的美少女，年齡13歲。
在學校主修醫療學，地球受襲時和奇奧一同登上迪娃女神號，擔任實習護理人員。
雷布魯斯•拉蒙特（聲：（日）北澤力／（港）張方正）
奇奧的男同學。金髮，體型略胖。
健恩•萊以斯（聲：（日）大原崇／（港）蔡惠萍）
奇奧的男同學，身型略小。
露芝•米利奧（聲：（日）遠藤綾／（港）成瑤孆）
奇奧的女同學，臉上有雀斑。

### 地球聯邦軍
費特力克•艾古尼亞斯
地球聯邦軍總司令，47歲。
詳細請參閱「#費特力克•艾古尼亞斯」
娜度拉•艾納斯（聲：（日）佐藤利奈／（港）鄭麗麗／（台）謝佼娟）
地球聯邦軍上尉，年齡25歲。
性格溫和，喜歡小孩和繪畫，但對自己毫無自信。
其祖父是地球聯邦軍的中將，故一直被認為是透過人事關係才能成為上尉。
在「奧利巴諾斯」受襲期間，被臨時委任為迪娃女神號艦長，同時升格為少校。
由於個性優柔寡斷，經常受到菲力特斥責，故目前仍然不斷努力學習成為一個出色的艦長。
史歷克•亞碧斯（聲：（日）竹本英史／（港）梁偉德／（台）蔣鐵城）
地球聯邦軍少校，32歲，特徵是有帶著護目鏡。駕駛格朗西‧改。
「奧利巴諾斯」駐軍「亞碧斯小隊」隊長，「奧利巴諾斯」受襲後被調動到迪娃女神號。
由於擅長透過收集戰場的大小情報推理出戰局及策略，被稱為「戰場的福爾摩斯」。
在月之總部的奪還作戰中為阻止菲力特發射等離子潛航導彈而用計謀威脅維根的指揮官投降。
最終決戰時，與維根幻影3的哥多門•泰納姆交戰戰勝，卻被後方的維根戰艦撞擊造成機體大破並卡在維根戰艦中。為了大局著想，被歌姬號的光子爆裂加農炮擊中而逝。
莎娜路亞•馬倫（聲：（日）朴璐美／（港）梁少霞／（台）謝佼娟）
地球聯邦軍中尉，「亞碧斯小隊」成員。年齡27歲。
經常指點技術不成熟的奇奧，並直言他把戰場看得過於天真和簡單。
其父母在戰爭中喪生，妹妹則患有重疾。為了守護和治療唯一的家人而將聯邦軍的機密和羅斯特羅蘭的位置出賣予域根，但一直猶疑自己的行為是否正確。
在「羅斯特羅蘭」攻防戰時被懷疑是域根的間諜，其後擅自駕駛機動戰士出擊，在內心掙扎時遇上前來遊說的奇奧，並向他道出真相。
最後為了掩護奇奧而和域根機動戰士同歸於盡，臨終前寄望奇奧可以變得堅強及擁有戰場上應有的覺悟。
祖拿芬•傑斯塔布（聲：（日）小野友樹／（港）麥皓豐）
地球聯邦軍少尉，「亞碧斯小隊」成員。年齡25歲。于拉.格拉米斯战役中被芙拉姆击坠
迪利克•傑克羅（聲：（日）安元洋貴／（港）葉振聲）
地球聯邦軍中尉，「亞碧斯小隊」成員。32歲。
奧布拉特•羅寧
地球聯邦軍中尉，年齡50歲。于拉.格拉米斯战役中被其主炮击中而亡
駕駛榭魯艾斯O•改。
詳細請參閱「#奧布拉特•羅寧」
奧迪克•也丹（聲：（日）井上剛／（港）張方正）
「亞碧斯小隊」成員。
「奧利巴諾斯」戰爭後行蹤不明。
迪比特•古魯德（聲：（日）大原崇／（港）李鎮然）
「亞碧斯小隊」成員。
「奧利巴諾斯」戰爭時戰死。
亞莉•雷因（聲：（日）進藤尚美／（港）魏惠娥）
地球聯邦軍少尉。25歲。在迪娃女神號上負責航行管理。戴眼鏡。
伊臣•些路（聲：（日）真殿光昭／（港）周倚天）
地球聯邦軍上士。32歲。在迪娃女神號上負責指揮通訊。
胡安•卡斯特羅法（聲：（日）井口祐一／（港）張裕東）
地球聯邦軍上士。24歲。在迪娃女神號上負責指揮通訊。樣貌較年輕。
艾娜•羅斯（聲：（日）岡村明美／（港）許盈）
地球聯邦軍上士。29歲。在迪娃女神號上負責武器系統。黑皮膚，金髮。
奧德羅•班達（聲：（日）高戶靖廣／（港）巫哲棋）
地球聯邦軍中士。26歲。在迪娃女神號上負責動力管理。體型肥胖。
卡爾•多臣（聲：（日）井上剛／（港）陳卓智）
地球聯邦軍上士。28歲。在迪娃女神號上負責系統管理。
洛迪•馬多拿
地球聯邦軍的機械工程師。
詳細請參閱「#洛迪•馬多拿」
胡托比特•根希路（聲：（日）大畑伸太郎／（港）胡家豪）
迪基的孫子，亞里莎的兒子，年齡15歲，擔任迪娃女神號的整備士。
相當仰慕洛迪•馬多拿，視他為師父，同時對出身於亞斯諾家的奇奧抱有敵意和嫉妒。
直到親自駕駛剛完成的「G飛躍號」與奇奧的核心戰機合體並肩作戰後才對他改觀。
安迪•多雷姆斯（聲：（日）濱田賢二／（港）李錦綸）
奧利巴諾斯基地司令官。

### 宇宙海盜比西迪安
亞修船長
宇宙海盜比西迪安的領導人，駕駛高達AGE-2黑獵犬型。
詳細請參閱「#阿西姆•亞斯諾」。
拉多克•韓（聲：（日）杉野博臣／（港）譚炳文／（台）馬伯強）
亞修的部下，宇宙海盜比西迪安的大副。

### 馬多拿工廠
拉娜芭莉•馬多拿（聲：（日）長澤美樹／（港）朱妙蘭）
馬多拿工房的廠長，77歲。
詳細請參閱「#拉娜芭莉•馬多拿」

### 域根
菲扎爾•伊謝魯根特
域根最高領導人。年齡不詳。
詳細請參閱「#菲扎爾•伊謝魯根特」。
多蕾•伊謝魯根特（聲：（日）園崎未惠／（港）謝潔貞）
菲扎爾•伊謝魯根特的妻子。
由於奇奧和自己死去的兒子外貌相近，故十分在意他。
謝哈特•加列圖
伊謝魯根特的直屬部隊。
詳細請參閱「#謝哈特•加列圖」。
芙拉姆•拿拉（聲：（日）壽美菜子／（港）羅杏芝／（台）謝佼娟）
謝哈特的女性參謀。紫髮，紮雙馬尾。
來自第二月球，由贊納多安排至謝哈特身邊負責監視他，但自己本身另有目的。
自稱其兄長是因謝哈特而死，若謝哈特只是庸才，會毫不猶疑殺死他。其後可以得知其兄長就是多爾•佛羅斯特。但在多次行動中，逐漸愛上他。
由於出現了謝哈特會被擊破的預感，為保護謝哈特而駕駛新型的梵•法爾西亞參與月之總部攻防戰。在戰爭結束後，擊殺了為保命而殺死自己士兵的阿隆•施蒙斯。
在拉•格拉米斯战役中，受杰哈特命令引诱高达及歌姬号到拉•格拉米斯主炮射程范围，并受到其炮击而死
利爾•萊特（聲：（日）大原崇／（港）李鎮然／（台）馬伯強）
謝哈特的部下。
于拉•格拉米斯战役中被联邦軍驾驶员奥布莱特击坠。
贊納多•比哈度（聲：（日）江川央生／（港）蔡德鈞／（台）高銘孝）
伊謝魯根特的直屬部隊。
與謝哈特似乎有強烈的競爭意識，並安排芙拉姆到謝哈特身邊監視其行動。
在「高達強奪作戰」中成功奪去了謝哈特的功勞並捕獲了高達AGE-3 軌道型，但對於伊謝魯根特對奇奧的態度感到不滿，甚至質疑伊謝魯根特的決定。
其後在高達的分析研究中驚歎於高達和EXA-DB的力量。
在拉.格拉米斯战役中拒绝服从杰哈特命令并攻击杰哈特与芙拉姆
因杀死迪恩•阿农而被憤怒的奇奥使用FX BURST模式击败
最后因被拉•格拉米斯主炮击中旗舰而死
迪恩•艾隆（聲：（日）柿原徹也／（港）曹啟謙／（台）吳東原）
居住在第二月球的少年，露的哥哥，擁有極能者的力量。
在奇奧於第二月球觀察環境，並被人奪去物品時曾幫助過他，並招待他到自己家。
十分愛惜感染了絕症的妹妹，同時痛恨不知痛苦的地球種，由於不希望妹妹死時帶著和重要的人分離的痛苦，要求奇奧遠離妹妹。其後感覺到奇奧和露之間的感情而不再阻止兩人一起。當露去世時非常痛苦，但仍感激奇奧在露死前為她帶來幸福和夢想。
不久目擊到奇奧是高達的駕駛員，在他離開後加入了域根的軍隊。
于拉.格拉米斯战役中被奇奥击败，最后被贊納多•比哈度的森多拉姆從背後連開三槍身亡
露•艾隆（聲：（日）伊藤加奈惠／（港）成瑤孆／（台）謝佼娟）
居住在第二月球的少女，迪恩的妹妹，由於感染了電磁風暴帶來的絕症，最多餘下三個月壽命，並要長期在家中休養。
自第一次和奇奧相遇後即喜歡上他，甚至為他畫了一幅畫像。由於在藥物輔助下減輕了病情，得以在奇奧於第二月球逗留期間與他到不同的地方遊玩，並度過人生唯一喜悅的時光。在奇奧不在身邊時亦會寫「未來的日記」，內容皆是自己希望能與奇奧一同達成的事，最後則是兩人來到地球一起生活。
奇奧逃離第二月球當日去世，死前臉上仍掛著幸福的笑容。
羅米•伊謝魯根特（聲：（日）恆松步／（港）伍秀霞）
菲扎爾•伊謝魯根特的兒子，其外貌與奇奧非常相似。
在很久以前已經去世，死前希望來生可以在地球出生，菲扎爾和多蕾繼續做他的父母。
其死亡正是引發伊謝魯根特制訂「伊甸計劃」的導火線。
幻影3
哥多門•泰納姆（聲：（日）真殿光昭／（港）陳欣）
幻影3的隊長。
与拉.格拉米斯战役中被联邦军史歷克•亞碧斯击坠
古勒度•奧圖（聲：（日）松田健一郎／（港）劉奕希）
幻影3 成員，戰鬥時不擇手段。
在「薩爾加索」與AGE-3交戰時，被艾殊船長的高達AGE-2黑獵犬型用德斯長槍反擊，戰死。
迪文•拉治（聲：（日）小野友樹／（港）曹啟謙）
幻影3 成員，非常仰慕隊長哥多門，視其為兄長。
與AGE-3要塞型交戰時，被奇奧反擊並且被其以薛瑪西斯加農砲零距離擊中，戰死。
潔拉多•斯布里根（聲：（日）柚木涼香／（港）魏惠娥／（台）謝佼娟）
原為地球聯邦軍的女性皇牌駕駛員，軍階上校，其後變節至維根。擁有極能者的力量，駕駛極能者專用機動戰士提亞路華。
本名蕾娜•斯布里根，「潔拉多」為其昔日戀人的名字（聲：（日）古島清孝），兩人在擔任聯邦軍的測試駕駛員時因機動戰士失控而發生致命意外，潔拉多因機體撞向隕石而死，蕾娜則受重傷。
其後聯邦軍高層為掩飾失誤而把責任推至潔拉多自己身上，並以升格利誘蕾娜保密，從此使蕾娜痛恨聯邦軍，並改名為潔拉多，象徵兩人一心同體，其後更聯同阿隆•施蒙斯變節。
在月之總部攻防戰中受到奇奧遊說但沒有接受，其後因之前意外讓頭部受的傷使極能者力量開始暴走而失控，並操縱了其他極能者的武器（鋼彈AGE-FX的C-感應砲、梵•法老西亞的花型浮游砲以及基拉加的粒子浮游砲），最後被菲力特殺死，臨死前得到謝哈特的認同而安息。
阿隆•施蒙斯（聲：（日）白熊寛嗣／（港）陳永信）
原聯邦軍的月之總部基地司令官，其後變節至維根，為人懦弱陰險，貪生怕死。
實際上是導致潔拉多及蕾娜那場意外的幕後黑手，為保存自己的利益而把責任推卸至潔拉多身上，但蕾娜並不知情。
在月之總部攻防戰失利時為保命而企圖逃亡，並殺死兩名維根士兵，最後被知情的芙拉姆殺死。
泽拉・金斯（聲：（日）浪川大辅／（港））
继承了伊泽尔刚特基因的最强極能者，驾驶维根機兵（Vagan Gear），相信是本編唯一的人造極能者。
拉.格拉米斯战役时作为最终王牌出击，以一己之力对抗三台高达。在试图夺取并控制薛德时被反噬暴走，最终被奇奥击破其机体，本人则被救出。